# Шпаннагель
Шпаннагель (нем. Spannagelhöhle) — экскурсионная пещера, находящаяся в Циллертальских Альпах в австрийской земле Тироль. К концу 2010-х обследовано около 10 км пещеры; экскурсии предоставляют в 500 метрах пещеры. Её вход расположен под Шпаннагельхаусом (2531 м), горным зданием, которое ранее занималось Австрийским туристическим клубом (ÖTK). Пещера и хижина названы в честь доктора Рудольфа Шпаннагеля, бывшего президента ÖTK с 1902 по 1904 года.

## Формирование
Подавляющая часть Циллертальских Альпах состоит из кристаллических первичных пород, плутонов и метаморфических пород, не поддерживающих образование пещер. Единственным исключением являются карманы, способные к карстификации, такие как известняк, доломит, гипс и другие карбонаты. Эти карманы, как правило, имеют достаточно низкую толщину и позволяют образовать только небольшие пещеры. Создание пещер также требует растворимости в воде. Шпаннагельская пещера возникла в большой жилице юрского кальцитового мрамора формации Хохштегена, мрамора с содержанием карбоната более 90 %, проходящего через мантию окна Западного Тауэрна. Формирование этой обширной пещеры в результате геологической коррозии (и смешивания коррозии) объясняется тектоникой региона.

## Особенности
Пещера характеризуется сильным наличием сырости и сильного проникновения влаги (что приводит даже к появлению каскадов). Различные потоковые переходы (Mündungslöcher) образуют сифоны в местах, доступных только под водой. В пещерах, которые находятся далеко от света, встречаются редкие геликтиты. Система пещеры Шпаннагель простирается от ледника Гефрорн-Ванд-Кис до Лярмштанге, и является самой высокой большой пещерой в Европе с измеренной на сегодняшний день длиной 10 километров. Во время экскурсий объясняется множество особенностей пещеры (цветной мрамор, различные кальцинированные агломерации, спелеотемы, кристаллы и колки). Кроме того, описываются возраст пещеры и процесс ее формирования, а также ее флора и фауна, климат и пещерная атмосфера, которая полезна тем, кто страдает от недугов легких. Летучие мыши появляются только вблизи выходов из пещеры, хотя некоторые из них теряются у входа. В восточной части этого прохода был создан пещерный музей, где представлены несколько открытий из недр горы.